# Lei sálica
A lei sálica (em latim: Lex Salica) é o código legal elaborado durante o reinado de Clóvis I, na Alta Idade Média, entre o início do século IV e o século V, para os francos sálios — que constituíam uma das duas confederações francas e que habitavam as margens do rio Issel, originalmente chamado Isala — dos quais Clóvis foi o primeiro rei. Esse código, redigido em latim, com importantes empréstimos do direito romano, estabelecia, entre outras, as regras a serem seguidas por aqueles povos em matéria de herança.
Utilizadas depois nas reformas legais introduzidas por Carlos Magno, as leis sálicas regulavam todos os aspectos da vida em sociedade, desde crimes, impostos e calúnias, estabelecendo indemnizações e punições. É sobretudo um código civil e penal, incluindo disposições relativas a regras processuais e tarifas de composições e alguns títulos relativos a direito privado.
O sentido da expressão "lei sálica", porém, modificou-se com o passar do tempo.

## O direito das mulheres à herança
Nela destacam-se as disposições que excluíam as mulheres da sucessão à terra dos seus antepassados, por se entender que, pelo casamento, a esposa deixava a sua família para integrar a do marido.
No entanto, para essa exclusão com base nessa lei, também teriam contribuído certos erros de grafia, algumas mentiras e também omissões da história, que foram estudadas pela historiadora Éliane Viennot, que mostra também que essa exclusão feminina suscita resistências e conflitos desde o século XIII.
E esta foi contrariada pela primeira vez com sucesso no Reino de Portugal, pelo jurista José Ricalde Pereira de Castro, em 1777, na eleição de D. Maria I de Portugal para rainha, com direito de governar o seu país com plenos poderes.
Segundo a Enciclopédia Britânica, remonta ao ano 1316 o uso da lei como forma de excluir as mulheres da linha de sucessão ao trono. "Depois que o rei Luís X de França morreu em 1316, não deixando nenhum herdeiro homem e uma viúva grávida, que deu à luz um filho que morreu após cinco dias, Filipe V, irmão de Luís X, convocou o Estado-Geral em 1317, estabelecendo o princípio de que as mulheres seriam excluídas da sucessão ao trono francês, assim como seus descendentes", escreveu a Britânica.

## A Lei Sálica e as monarquias modernas
Em 1980, a lei foi abolida na Suécia (a primeira monarquia da Europa a realizar isso), fazendo da princesa Victória, Princesa Herdeira da Suécia, oficialmente a herdeira do trono sueco à frente do seu irmão varão mais novo, o príncipe Carlos Filipe, Duque da Varmlândia. A princesa Leonor, Duquesa da Gotlândia (nascida em 2014), foi a primeira princesa sueca no geral que se beneficiou com a mudança, e que não caiu do seu lugar na linhagem sucessória para um irmão varão mais novo, o príncipe Nicolau, Duque de Angermânia (nascido em 2015). Enquanto que a princesa Estela, Duquesa da Gotalândia Oriental (nascida 2012), a primogênita e herdeira presuntiva de Victória, foi a primeira princesa sueca herdeira que não perdeu sua posição de herdeira aparente mesmo após o nascimento de um irmão varão mais novo, o príncipe Óscar, Duque da Escânia (nascido em 2016).
Em outubro de 2011, a rainha reinante Isabel II do Reino Unido (e em consequência toda a Commonwealth), revogou a discriminação da mulher na linha de sucessão ao trono britânico.
Outras monarquias europeias que aboliram a Lei Sálica são a Bélgica, Dinamarca, Luxemburgo, Noruega e Países Baixos.
Já em Mônaco e na Espanha, as mulheres têm direito a ascender ao trono, no entanto, os homens têm precedência sobre elas. Em Mônaco, por exemplo, o atual Jacques, Príncipe Herdeiro nasceu alguns minutos depois de sua irmã gêmea a princesa Gabriela, Condessa de Carladès, mas devido à regra, ele se tornou o 1.º na Linha de sucessão ao trono monegasco. Na Espanha, o atual rei Filipe VI de Espanha teve duas filhas mulheres: a atualmente herdeira presuntiva a princesa Leonor, Princesa das Astúrias e a infanta Sofia de Bourbon, mas se tiver um filho varão depois, este seria o herdeiro direto do trono espanhol.
Já nos países do Médio Oriente, muitos de tradição muçulmana, as mulheres estão completamente fora da linha de sucessão, não podendo se tornar monarcas, no que muitos chamam de "lei sálica estrita". Assim, no caso dos reis não terem filhos, a sucessão passa para os seus irmãos e sobrinhos ou tios e primos.
No Japão, a "lei sálica estrita" se tornou um grande problema, em parte contornado com o nascimento do príncipe Hisahito de Akishino em 2006. Na época, havia apenas três mulheres na nova geração da família imperial japonesa (suas irmãs, as princesas Mako e Kako; e sua prima em primeiro grau a princesa Aiko), situação que continua importante mesmo hoje, já que Hisahito é o único homem atual que pode se tornar monarca, pois a regra no país não aceita sequer que descendentes masculinos de mulheres possam ascender ao trono. ~